# 康楠
康楠（1977年2月12日—），印度外交官，现任印度驻肯尼亚高级专员，兼任印度駐索馬里大使。

## 经历
康楠生于1977年2月12日。她拥有国际关系学硕士和哲学硕士学位。
2000年康楠进入印度外事服务。她曾兩次在印度驻华大使馆工作，分別是2002年至2006年和2013年至2016年。她還曾於2009年至2013年在印度常駐聯合國代表團工作。在紐約期間，她於2011年至2013年當選為聯合國行政和預算問題諮詢委員會成員，並擔任印度在聯合國開發計劃署和聯合國人口基金會執行委員會的代表。
在新德里的印度外交部，康楠曾分别負責过與美國、斯里蘭卡和緬甸的雙邊關係。她還於2016年至2018年借調至印度總理辦公室工作。2018年至2020年，她领导外交部發展合作司，處理印度與鄰國的援助和發展合作事務。就任印度駐肯尼亞高級專員之前，康楠任印度駐尼泊爾大使馆副館長。
2022年8月12日，康楠被任命为下一任印度驻肯尼亚高级专员，兼任印度驻索马里大使。

## 个人生活
康楠会说印地语、 英语和汉语。与同为外交官的丈夫简文德育有一子一女。